# Tatekabe Kazuya
Tatekabe Kazuya (立壁 和也 Lập Bích Hòa Dã) (25 tháng 7 năm 1934 - 18 tháng 6 năm 2015) là một seiyū kì cựu. Ông từng đại diện cho cơ quan Kenyu Office của Horiuchi Ken'yū.
Ông được biết đến nhiều nhất với vai Jaian (Doraemon), Walsa (Time Bokan), và Tonzura (Yatterman).

## Vai lồng tiếng nổi bật
- Dōbutsu no Mori (phim), bộ phim phỏng loạt trò chơi điện tử Animal Crossing. (Araso)
- Kyojin no Hoshi (Takashi Yoshida)
- Golden Warrior Gold Lightan (Ibaruda-Daiou)
- Ghost in the Shell: S.A.C. Solid State Society (Tonoda)
- Sazae-san (Anago-san (vai đầu tiên))
- Tiger Mask (Daigo Daima)
- Time Bokan Series
  - Time Bokan (Walsa)
  - Yatterman (Tonzura)
  - Zenderman (Donjuro)
  - Otasukeman (Dowarusuki)
  - Yattodetaman (Alan Sukado, Tonzura)
  - Ippatsuman (Kyokanchin, Kumagoro)
  - Itadakiman (Tonmentan)
  - Time Bokan 2000 (Ondore, Tonzura, Walsa)
- Combattler V (Daisaku Nishikawa, Narua)
- Gordian Warrior (Barubadasu)
- Doraemon (Jaian (vai chính thức))
- Magikano (Aijan)
- Monster (Ông lão)
- Yakitate!! Japan (Schweinlinch)
- Raideen (Thunders)
- The Snow Queen (Thomas)
- Lupin III 2nd Series (Benson Donkonjo Jr.)
- Legend of the Galactic Heroes (Chan Tao)

### Lồng tiếng Nhật
- Wacky Races (Little Gruesome)
- Seed of Chucky (Pete Peters: John Waters)
- Popeye's Voyage: The Quest for Pappy (Pappy)
- Everybody Loves Raymond (Frank Barone: Peter Boyle)